# Кальчицький заказник

Ка́льчицький зака́зник — ентомологічний заказник місцевого значення в Україні. Розташований у Нікольському районі Донецької області, поблизу села Шевченко. 
Площа — 2 га. Статус заказника присвоєно рішенням Донецького облвиконкому № 652 від 17 грудня 1982 року. Перебуває у віданні: Тополинська сільська рада. 
У Кальчицькому заказнику гніздяться дикі бджоли.